# Kit Carson
Christopher Carson (24. december 1809 - 23. maj 1868), bedre kendt som Kit Carson, var militær guide i den amerikanske hær, amerikansk indianer agent og deltog i den Mexikansk-amerikanske krig. I 1826 tog Carson med et tog mod vest ad Santa Fe Trail. Her tog han videre nordpå til Taos, og der arbejdede han som kok.
Mellem 1828 og 1840 brugte Kit Carson, Taos, som en base for hans mange ekspeditioner i bjergene bl.a. gik til Californiens Sierra Nevada bjergene og Rocky Mountains.
I 1842, tog Carson til Missouri, hvor han mødte John C. Fremont på en floddamper på Missouri River. Fremont hyrede Carson, som en guide til hans første ekspedition, der skulle til South Pass i Wyoming. De følgende år efter, var han også guide til ekspeditioner imod Oregon, Californien, og en del af Rocky Mountains.
I 1862 under den amerikanske borgerkrig kæmpede Kit Carson imod Navajo Indianere, som nægtede at blive i indianere reservaterne. I 1864 overgav indianerne sig og Kit Carson tvang dem til at gå fra Arizona til Fort Sumner i New Mexico. Denne lange vandretur på 480 km er også kendt som "The long walk".
I 1866 flyttede han til Colorado, hvor han fik kommandoen over Fort Garland. Kit Carson døde i 1868 af sygdom.